# مارتا فيدينا
مارتا فاديميفنا فيدينا (الأوكرانية: Марта Вадимивна Федина؛ من مواليد 1 فبراير 2002) هي سباحة أوكرانية. وهي حاصلة على الميدالية البرونزية الأولمبية مرتين، حصلت على الميدالية البرونزية في دورة الألعاب الأولمبية الصيفية 2020 مع الفريق الأوكراني للسيدات الذي ضم كل من مارينا أليكسييفا، فلاديسلافا أليكسييفا، كاترينا ريزنيك، أناستاسيا سافتشوك، ألينا شينكارينكو، كسينيا سيدورينكو، يليزافيتا ياخنو.
في دورة الألعاب الأولمبية الصيفية 2020 التي تم تأجيلها إلى عام 2021 بسبب جائحة كوفيد-19، فازت فيدينا وشريكتها الثنائية أناستاسيا سافتشوك بأول ميدالية أولمبية لأوكرانيا على الإطلاق في السباحة الفنية، حيث سجلت إجمالي 189.4620 في الإجراءات الفنية والحرة المجمعة في 4 أغسطس. في 7 أغسطس، كانت جزءًا من الفريق الأوكراني الذي احتل المركز الثالث في النهائي بمجموع نقاط 190.3018، وحصلت على الميدالية البرونزية الثانية. في المنافسة الفردي فازت بالميدالية الفضية في سباحة روتين فني في بطولة العالم للألعاب المائية 2022 التي أقيمت في بودابست، المجر.

## روابط خارجية
- مارتا فيدينا في اللجنة الأولمبية الدولية
- مارتا فيدينا في موقع أوليمبيديا